# Вигін (заказник)
Вигін — ентомологічний заказник місцевого значення. Об'єкт розташований на території Бердянського району Запорізької області, в межах Дмитрівської сільської ради.
Площа — 62 га, статус отриманий у 1982 році.